# Willi Rohner
Willi Kurt Rohner (* 19. Januar 1907 in St. Gallen; † 2. April 1977 ebenda, Bürger von St. Margrethen) war ein Schweizer Politiker (FDP).
Nach dem Studium der Volkswirtschaftslehre an der Universität Zürich war er von 1932 bis 1957 bei verschiedenen Zeitungen als Redaktor tätig. Er war von 1942 bis 1968 Mitglied des St. Galler Kantonsrats, von 1951 bis 1952 des Nationalrats sowie von 1952 bis 1971 des Ständerats, dessen Präsident er im Amtsjahr 1966/1967 war. Von 1958 bis 1960 war er zudem im Gemeinderat von Altstätten vertreten.